# Fanja SC
Fanja SC (puni naziv Fanja Sports Club; službeni naziv نادي فنجاء الرياضي), omanski nogometni klub iz Fanje osnovan 1970. godine. Najpopularniji je omanski klub, ali i šire na Arapskom poluotoku pa i u Africi. 
Stadion Al-Seeb na kojem igra domaće utakmice nalazi se u Muscatu, a kapacitet mu je 14 000.